# سیارک ۷۸۲۴۹
سیارک ۷۸۲۴۹ (به انگلیسی: 78249 Capaccioni، نامگذاری:2002PK6) هفتاد و هشت هزار و دویست و چهل و نهمین سیارک کشف شده‌است که در ۴ اوت ۲۰۰۲ کشف شد.